# Оварі-Асахі

Ова́рі-Аса́хі (яп. 尾張旭市, おわりあさひし, МФА: [owaɾʲi asaçi ɕi̥]?) — місто в Японії, в префектурі Айті. Розташоване в північно-західній частині префектури, на сході рівнини Міно-Оварі.   Виникло на основі середньовічних сільських поселень. Отримало статус міста 1970 року. Площа становить 21,03 км². Станом на 1 серпня 2011 року населення складало 81 155  осіб, густота населення — 3860 осіб/км².  Основою економіки є садівництво, автомобілебудування, комерція. Традиційні ремесла — гончарство, виготовлення посуду. В місті розташовані комплекси японських курганів та залишки стародавніх поселень. Відіграє роль спального району Наґої.